# Хрущёв, Василий Михайлович
Василий Михайлович Хрущёв (1882—1941) — советский учёный-электротехник, профессор, академик АН УССР (1939).
Один из организаторов Института энергетики (ныне Институт электродинамики) АН УССР и первый его директор (с 1939).

## Биография
Родился 3 мая 1882 года в г. Санкт-Петербурге в семье служащего.
В 1901 году поступил на механическое отделение Томского технологического института (ныне Томский политехнический университет) по специальности «Электротехника». Учёбу совмещал со службой на железной дороге: вначале кочегаром на паровозе, затем помощником машиниста и машинистом. В 1908 году с отличием окончил институт (первый выпуск), получив диплом и звание инженера-механика. В этом же году получил предложение занять должность лаборанта в электротехнической лаборатории, где занимался научно-исследовательской работой.
По рекомендации профессора А. А. Потебни Хрущёв проходил стажировку в Дрезденской высшей технической школе на кафедре технической электротехники и динамо-машиностроения. Во время стажировки в Германии он занимался исследованием полей динамо-машин постоянного тока с добавочными полюсами. В «Известиях ТТИ» опубликовал свои работы по теории репульсионных моторов и подготовился к защите диссертации на тему «Теория репульсионных моторов», которая состоялась 11 мая 1915 года.
В декабре 1917 года был избран приват-доцентом механического факультета ТТИ. В 1919 году был также избран директором Сибирских высших женских курсов.
В 1920 году в результате всероссийского конкурса, объявленного Саратовским политехническим институтом, В. М. Хрущев был избран профессором этого института по кафедре электротехнических измерений и уехал из Томска.
В 1923 году перевёлся в Харьковский технологический институт, а в 1930 году перешёл в Харьковский электротехнологический институт.
Умер 9 декабря 1941 года.

## Награды
- Был награждён российскими наградами — орденом Св. Станислава 3 степени и медалью «В память 300-летия царствования Дома Романовых», а также советским орденом Трудового Красного Знамени.